# 6625 Nyquist
6625 Nyquist eller 1981 EX41 är en asteroid i huvudbältet som upptäcktes den 2 mars 1981 av den amerikanska astronomen Schelte J. Bus vid Siding Spring-observatoriet. Den är uppkallad efter amerikanen Laurence E. Nyquist.
Asteroiden har en diameter på ungefär 9 kilometer och den tillhör asteroidgruppen Themis.